# Zoetermeer
Zoetermeer je město na západě Nizozemska v provincii Jižní Holandsko v Nizozemsku. Více než 6 % jeho rozlohy tvoří vodní plochy. Žije zde přibližně 125 tisíc obyvatel. Je součástí konurbace Haaglanden.

## Historie
V roce 1950 se jednalo o malou vesnici s 6392 obyvateli. V roce 2013 se stala třetím největším městem v Jižním Holandsku po Rotterdamu a Haagu.